# Sông Thị Long
Sông Thị Long là một con sông đổ ra Sông Yên. Sông có chiều dài 62 km và diện tích lưu vực là 293 km². Sông Thị Long chảy qua các tỉnh Thanh Hoá, Nghệ An. Một đoạn sông Thị Long từ thế kỷ X được Vua Lê Đại Hành khơi thông để nối với nhiều tuyến sông khác tạo thành kênh Nhà Lê phục vụ mục đích chở quân lương từ kinh đô Hoa Lư tới Đèo Ngang. Ngày nay sông Nhà Lê được xem là tuyến đường Hồ Chí Minh trên sông ở Việt Nam.